# Gräberfeld von Eltville
Koordinaten: 50° 1′ 24,8″ N, 8° 6′ 46,2″ O
Das frühmittelalterliche Gräberfeld von Eltville in Eltville am Rhein ist ein überwiegend merowingerzeitliches Gräberfeld aus der Mitte des 5. Jahrhunderts bis zum Anfang des 8. Jahrhunderts. Im Verlauf verschiedener Grabungen konnten bis 1976 594 Gräber mit insgesamt 645 Bestattungen ergraben werden. Bei erneuten Grabungen 2015 und 2016 wurden bislang (Stand Juni 2016) weitere 150 Gräber entdeckt. Es handelt sich somit um eine der größten Fundstellen im Rhein-Main-Gebiet.

## Lage und Größe
Das Gräberfeld liegt am westlichen Ortsrand von Eltville an der Erbacher Straße und ist heute größtenteils überbaut. Die östliche Grenze bildet die Landstraße L3035 nach Kiedrich, da in einem größeren Abschnitt parallel zur Straße keine Gräber mehr gefunden wurden. Die nördliche Grenze liegt ca. 90 m von der Erbacher Straße entfernt, südlich des Bahndammes wurden ebenfalls keine Funde mehr festgestellt. 1953 fanden im Bereich Erbacher Straße 17 (ehemalige Textilfabrik Schäfer) die westlichst gelegenen Ausgrabungen statt, die Grundstücke Erbacher Straße 19 und 21 wurden beide aufgrund der Überbauung archäologisch nicht untersucht. 1984 wurden beim Neubau der westlich gelegenen Straße „Im Kappelhof“ sowie der Polizeistation keine Gräber mehr beobachtet. Bei Erweiterung der Erbacher Straße 1964 wurden im Bereich der Straße einige wenige Gräber gefunden, südlich der Straße gab es keine Funde mehr.
Das erkundete Gräberfeld hat somit eine ungefähre Ausdehnung in Nord-Süd-Richtung von 90 m und in Ost-West-Richtung von 175 m.

## Fundbeschreibung
Bei Ausschachtungsarbeiten für eine Maschinenhalle der Firma Hans Holland wurde das Gräberfeld 1940 entdeckt und von einem Mitarbeiter der Bodendenkmalpflege, A. Milani, am 3. Juli 1940 gemeldet. Am 8. Juli begann eine erste planmäßige Grabung durch Helmut Schoppa, einen Mitarbeiter des neugegründeten Landesamtes für kulturgeschichtliche Bodenaltertümer in Wiesbaden mit Unterstützung des Kreisdenkmalpflegers Georg Ludwig Duchscherer. Bis ins Jahr 1976 folgten verschiedene weitere Grabungen. Nach Abriss der Firmengebäude der ehemaligen Firmen Hans Holland sowie der Textilfabrik Schäfer im Jahre 2015 wurden bei erneuten Grabungen weitere Gräber entdeckt.

## Grabungen
- Juni bis November 1940
- Juni bis August 1953 (Notbergung)
- 1955
- August 1964 (Notbergung)
- Mai bis Juni 1968
- April bis September 1969
- Juni/Juli 1970
- 1973 bis 1976 (kurzfristige Grabungen bzw. baubegleitende Notbergungen)
- 2015 bis 2016

## Gräber
Bei den Reihengräbern handelt es sich größtenteils um einfache Gruben, um Gruben mit hölzernen Einbauten (Kammern) und um wenige Gräber mit Trockenmauern oder Steinplatten. Über einem Grab wurden Reste eines Totenhauses entdeckt. In manchen Gräbern fanden Mehrfachbestattungen statt. Es wurden insgesamt 189 Männergräber, 215 Frauengräber und 230 Gräber, die nicht näher bestimmt werden konnten, geborgen. Einige Gräber enthielten keine Skelettreste. Die Ausrichtung der Skelette erfolgte bei beinahe allen Gräbern in West-Ost-Richtung, mit dem Kopf im Westen.
Bei einem Grab handelt es sich um ein Pferd-Hund-Grab.

## Fundgut
Die Fundstücke der frühen Gräber lassen auf eine Herkunft der Siedler aus dem mitteldeutschen Raum (Thüringen) schließen, während spätere Funde Bezüge in den Westen des Merowingerreiches (Nordfrankreich/Belgien) sowie nach  Südwestdeutschland aufweisen.
Als Beigaben wurden in den Knaben- und Männergräbern verschiedene Waffen wie Spathen, Saxe, Lanzen, Messer, Pfeile und Schilde, außerdem Sporen, Gürtel, Ringe, Feuerstahl und -steine geborgen. Die Mädchen- und Frauengräber enthielten Schmuck wie z. B. Perlen, Ohrringe, Anhänger, Fibeln, Arm- und Fingerringe und Gürtel. Weitere Funde waren Gefäße aus Ton, Glas, Bronze und Holz, zudem Löffel, Kämme, Scheren und Münzen.
Die Fundstücke fanden Eingang in die Sammlung Nassauischer Altertümer im Museum Wiesbaden, wo es jedoch nach 1990/91 zu Vertauschungen und Verlusten von Funden aus mindestens 168 Gräbern kam. Die Sammlung Nassauischer Altertümer wurde 2009 an die Stadt Wiesbaden abgetreten. Die Skelette wurden am Anthropologischen Institut der Universität Mainz untersucht.